# Тунис на летних Олимпийских играх 1964
Тунис принимал участие в Летних Олимпийских играх 1964 года в Мехико (Мексика) во второй раз за свою историю, и завоевал одну серебряную и одну бронзовую медаль.

## Серебро
- Лёгкая атлетика, мужчины, 10000 метров — Мохаммед Гаммуди.

## Бронза
- Бокс, мужчины — Хабиб Галхия.